# Hot in Herre
"Hot in Herre" é uma canção do rapper americano Nelly, do segundo álbum do rapper Nellyville(2002).  A canção apresenta vocais adicionais da cantora Dani Stevenson.O single foi lançado em 16 de abril de 2002, pela gravadora Universal Records como o segundo single do projeto. A canção foi produzida por The Neptunes.

## Prêmios
Nelly ganhou um Grammy em 2003 graças ao single, na categoria de ''Melhor Performance Masculina Solo de Rap''. Em 2008, a canção foi classificada como 36º lugar nos 100 Maiores Singles de Hip Hop.

## Desempenho comercial
A canção alcançou o primeiro lugar na Billboard Hot 100 nos Estados Unidos e no Canadá. Ele chegou ao quatro lugar no Reino Unido, e também atingiu o top dez em outras paradas internacionais.

## Desempenho
| Tabelas musicais (2002-2003)                   | Mlehor Posição |
| ---------------------------------------------- | -------------- |
| Austrália (ARIA)                               | 3              |
| Áustria (Ö3 Austria Top 75)                    | 16             |
| Bélgica (Ultratop 50 de Flandres)              | 7              |
| Bélgica (Ultratop 50 da Valônia)               | 13             |
| Canadá (Canadian Hot 100)                      | 1              |
| Dinamarca (Hitlisten)                          | 2              |
| França (SNEP)                                  | 23             |
| O campo songid é OBRIGATÓRIO PARA PARADA ALEMÃ | 8              |
| Ireland (IRMA)                                 | 10             |
| Itália (FIMI)                                  | 37             |
| Países Baixos (Single Top 100)                 | 4              |
| Nova Zelândia (Recorded Music NZ)              | 3              |
| Noruega (VG-lista)                             | 5              |
| Suécia (Sverigetopplistan)                     | 6              |
| Suíça (Schweizer Hitparade)                    | 10             |
| Reino Unido (UK Singles Chart)                 | 4              |
| Estados Unidos (Billboard Hot 100)             | 1              |
| Estados Unidos (Billboard Mainstream Top 40)   | 1              |
| Estados Unidos (Billboard R&B/Hip-Hop Songs)   | 1              |
| Estados Unidos (Billboard Hot Rap Songs)       | 1              |

| Tabelas musicais (2002)          | Posição |
| -------------------------------- | ------- |
| Australian Singles Chart         | 16      |
| Belgian (Flanders) Singles Chart | 30      |
| Belgian (Wallonia) Singles Chart | 64      |
| Dutch Top 40                     | 14      |
| Swiss Singles Chart              | 48      |
| UK Singles Chart                 | 27      |
| US Billboard Hot 100             | 3       |

| Tabelas musicais (2000–2009) | Rank |
| ---------------------------- | ---- |
| US Billboard Hot 100         | 32   |

## Faixas
| US Promo CD 1. "Hot in Herre" [Clean (w/Drops)] 3:50 2. "Hot in Herre" [Super Clean (w/Drops)] 3:50 3. "Hot in Herre" [Clean (No Drops)] 3:50 4. "Hot in Herre" [Super Clean (No Drops)] 3:50 5. "Hot in Herre" [Instrumental]3:50 UK Vinyl, 12" 1. A1 "Hot in Herre" [X-Ecutioners Remix] 3:58 2. A2 "Hot in Herre" [Radio Edit] 3:50 3. B "Hot in Herre" [Third Eye Remix] 4:57 Europe Promo CD 1. "Hot in Herre" [Radio Edit] 3:58 | Europe Maxi-CD 1. "Hot in Herre" [Radio Edit] 3:58 2. "Hot in Herre" [X-Ecutioners remix] — 3:58 3. "Not in My House" — 2:58 4. "Hot in Herre" [Corporate Remix] — 3:36 Australasia Maxi-CD 1. "Hot in Herre" [Radio Edit] 2. "Hot in Herre" [Third Eye Remix] 3. "Hot in Herre" [Maximum Risk Remix] 4. "Kings Highway" Australasia Maxi-CD 2 1. "Hot in Herre" [Radio Edit] 3:58 2. "Hot in Herre" [X-Ecutioners remix] — 3:58 3. "Not in My House" — 2:58 4. "Hot in Herre" [Corporate Remix] — 3:36 |

## Certificações
| Região                | Certificações | Vendas    |
| --------------------- | ------------- | --------- |
| Austrália (ARIA)      | Platina       | 70.000    |
| Estados Unidos (RIAA) | 2× Platina    | 2.000.000 |
| Nova Zelândia (RMNZ)  | Platina       | 10.000    |